# Monte Romano
Monte Romano ist eine Gemeinde mit 1854 Einwohnern (Stand 31. Dezember 2023) in der Provinz Viterbo in der italienischen Region Latium.
|  |

## Geographie
Monte Romano liegt 82 km nordwestlich von Rom, 29 km südwestlich von Viterbo und 21 km östlich der Tyrrhenischen Küste bei Lido di Tarquinia. Die Gemeinde liegt in der Maremma Laziale, der welligen, dünn besiedelten Landschaft zwischen dem Bolsenasee und der Küste.
Das Gemeindegebiet erstreckt sich über eine Höhe von 27 bis 370 m s.l.m.
Bei Monte Romano befindet sich ein Truppenübungsplatz.
Die Nachbargemeinden sind Blera, Tarquinia, Tolfa (RM), Tuscania, Vetralla, Viterbo.
Die Gemeinde liegt in der Erdbebenzone 3 (wenig gefährdet).

### Verkehr
Monte Romano liegt an der strada stadale SS 1 bis, welche die Via Aurelia mit der Via Cassia verbindet.
Der nächste Bahnhof befindet sich in Tarquinia an der Bahnstrecke Rom-Pisa.

## Bevölkerungsentwicklung
| Jahr      | 1881 | 1901 | 1921 | 1936 | 1951 | 1971 | 1991 | 2001 |
| Einwohner | 1429 | 1392 | 1589 | 1872 | 2169 | 1822 | 1950 | 1939 |

Quelle: ISTAT

## Politik
Maurizio Testa (Bürgerliste) wurde im Juni 2009 zum Bürgermeister gewählt. Er wurde am 26. Mai 2019 wiedergewählt.

## Sehenswürdigkeiten
Das Castello Rocca Respampani wurde 1607 von Ottavio Tassoni d’Este erbaut. In der Nähe befinden sich die Ruinen der Vorgängerburg, heute Rocca Vecchia genannt, und der Ponte di Frà Cirillo über den Fluss Traponzo.

## Persönlichkeiten
- Cecilia Eusepi (1910–1928), Tertiarin des Servitenordens